# Serment
「Serment」（セルメント）は、川田まみの11枚目のシングル。2012年2月1日にワーナー・ホーム・ビデオから発売された。

## 概要
前作「See visionS」から約1年ぶりのリリースで、川田まみのシングルとしては初めてワーナー・ホーム・ビデオからの発売となる。初回限定盤（WHV-1000265977）と通常盤（WHV-1000265978）の2種類がリリースされ、前者には「Serment」のミュージック・ビデオを収録したDVDが同梱されている。
表題曲の「Serment」は、テレビアニメ『灼眼のシャナIII-FINAL-』の後期オープニングテーマとして書き下ろされた楽曲。また、同楽曲は2011年12月4日に日本武道館にて行われたアニメソング・ライブイベント「リスアニ！LIVE 2011」で初披露されている。タイトルの"Serment"とは、フランス語で“誓い”という意味であり、川田はこの楽曲について「シャナに対する最後の手紙を綴る想いで歌詞を書いた。」と語っている。また、PVはチェコのプラハで撮影されており、涙を流す川田の姿が映っている。
カップリング曲の「u/n」は、同じくテレビアニメ『灼眼のシャナIII-FINAL-』の第15話の挿入歌として使用された。タイトルはフランス語で数字の"1"を意味する言葉であり、読み方は「アン」。なお、川田のシングルでカップリング曲にタイアップが付くのは7thシングルの「masterpiece」以来となる。
本作の発売記念イベントとして、アニメイト横浜店にて本人出演による発売記念トーク＆アコースティックライブ＆握手会が行われた。
川田まみとしては、電撃文庫原作、J.C.STAFF制作によるアニメ作品とのタイアップは、前作「See visionS」に続いて通算10度目。

## 収録曲
1. Serment [4:12]
作詞：川田まみ／作曲：中沢伴行／編曲：中沢伴行、尾崎武士
テレビアニメ『灼眼のシャナIII-FINAL-』後期オープニングテーマ
2. u/n [4:08]
作詞：川田まみ／作曲・編曲：尾崎武士、中沢伴行
テレビアニメ『灼眼のシャナIII-FINAL-』挿入歌（第15話）
3. Serment  -instrumental-
4. u/n -instrumental-